# Campeonato Brasileiro de Showbol de 2009
O Campeonato Brasileiro de Showbol 2009 foi a segunda edição da modalidade esportiva denominada showbol com 12 equipes de quatro estados brasileiros, nomeadamente, São Paulo, Rio de Janeiro, Rio Grande do Sul e Minas Gerais. A competição teve início em 29 de maio e término em 10 de Julho, sendo Flamengo o Campeão, e o Santos, vice.
O torneiro, mesmo com pouco apoio no tocante a patrocínios, realiza a sua segunda edição baseada nos seus jogos dinâmicos e eletrizantes, além disso, para a versão deste ano, estão confirmados atletas recém-aposentados como o ex-jogador do Flamengo e Vasco, Edmundo.
Em busca de afirmação e em virtude da necessidade de apoios, a versão 2009 do Campeonato Brasileiro de Showbol, ocorre toda ela, no estado de Santa Catarina, mais especificamente em cidades como Jaraguá do Sul, Brusque, Lages e Joinville.

## Participantes
| Grupo A     |
| Clube       |
| ----------- |
| Botafogo    |
| Corinthians |
| Cruzeiro    |
| Fluminense  |
| Grêmio      |
| Palmeiras   |

| Grupo B          |
| Clube            |
| ---------------- |
| Atlético Mineiro |
| Flamengo         |
| Internacional    |
| Santos           |
| São Paulo        |
| Vasco da Gama    |

## Primeira fase

### Grupo A
- Cruzeiro 2-0 Fluminense
- Corinthians 11-8 Grêmio  ??
- Palmeiras 11-10 Grêmio
- Botafogo 6-12 Corinthians  ??
- Cruzeiro 2-10 Corinthians  ??
- Botafogo 9-10Cruzeiro
- Fluminense 8-8 Palmeiras
- Fluminense 4-8 Corinthians  ??
- Botafogo 7-9 Grêmio
- Botafogo 11-10 Palmeiras
- Fluminense 11-9 Grêmio
- Cruzeiro 10-10 Grêmio
- Corinthians 13-7 Palmeiras  ??
- Fluminense 8-8 Botafogo
- Palmeiras 13-15 Cruzeiro

### Grupo B
- Vasco da Gama 10-5 Internacional
- São Paulo 9-5 Atlético/MG
- Vasco da Gama 5-4 Santos
- Flamengo 5-5 Vasco da Gama
- Atlético/MG 7-3 Internacional
- Flamengo 7-0 Internacional
- Vasco da Gama 11-7 São Paulo
- São Paulo 4-7 Santos
- Vasco da Gama 6-11 Atlético/MG
- Internacional 3-7 Santos
- Atlético/MG 4-6 Flamengo
- Internacional 4-4 São Paulo
- Flamengo 7-7 Santos
- Flamengo 9-6 São Paulo
- Santos 11-7 Atlético/MG

## Fase final
|  | Semifinais | Semifinais | Semifinais |    |  | Final  | Final | Final |
|  |            |            |            |    |  |        |       |       |
|  | 1          | Botafogo   | 3          |    |  |        |       |       |
|  | 4          | Santos     | 5          |    |  |        |       |       |
|  |            |            |            |    |  | Santos | 8     |       |
|  |            |            | Flamengo   | 11 |  |        |       |       |
|  | 2          | Flamengo   | 11         |    |  |        |       |       |
|  | 3          | Palmeiras  | 10         |    |  |        |       |       |

### Semifinais
|  | Botafogo | 3 – 5 | Santos | Brusque |
|  |          |       |        |         |

|  | Flamengo | 11 – 10 | Palmeiras | Brusque |
|  |          |         |           |         |

### Final
|  | Santos | 8 – 11 | Flamengo | Lages |
|  |        |        |          |       |

## Premiação
| Campeonato Brasileiro de Showbol 2009 |
| Rio de Janeiro                        |
| ------------------------------------- |
| FLAMENGO Campeão (1º título)          |